# Vámosgyörk
Vámosgyörk är en ort i Ungern.   Den ligger i provinsen Heves, i den centrala delen av landet, 70 km öster om huvudstaden Budapest. Vámosgyörk ligger 106 meter över havet och antalet invånare är 2 020.
Terrängen runt Vámosgyörk är platt. Runt Vámosgyörk är det ganska tätbefolkat, med 100 invånare per kvadratkilometer. Närmaste större samhälle är Gyöngyös, 10,9 km norr om Vámosgyörk. Trakten runt Vámosgyörk består till största delen av jordbruksmark.